# Ordem Mequitarista
A Ordem Mequitarista (em latim: Ordo Mechitaristarum, Monachorum Armenorum sub Regula Sancti Benedicti, armênio: Մխիթարեան) é uma ordem monástica masculina fundada em 1700. A ordem ocupa San Lazzaro degli Armeni, em Veneza. Em 2002, a ordem tinha 10 mosteiros e 35 monges, 28 dos quais são padres. Seu fundador Mechitar (1676 - 1749), monge ortodoxo armênio de Santo Antônio Abade, insatisfeito com a vida monástica armênia da época, baseada no respeito ao passado e na contenção em relação à situação política e religiosa (a Armênia era então parte do Império Otomano) queria se envolver e se posicionar a favor de uma reunificação entre as igrejas católica romana e armênia. Em 1691 conheceu um missionário jesuíta (talvez Jacobus Villotte) e mais tarde estudou em Roma e trabalhou como reitor antes de chegar a Constantinopla, onde fundou a ordem em 8 de setembro de 1701 de acordo com a Regra de São Bento ou Beneditina.